# Le Verdon-sur-Mer
Le Verdon-sur-Mer é uma comuna francesa na região administrativa da Nova Aquitânia, no departamento da Gironda. Estende-se por uma área de 17,09 km². Em 2010 a comuna tinha 1 342 habitantes (densidade: 78,5 hab./km²).